# Гінка Богдан Іванович
Гінка Богдан Іванович (13 червня 1950, Полівці, Українська РСР)  — український мовознавець. Кандидат філологічних наук, доцент.

## Життєпис
Народився 13 червня 1950 року в селі Полівці Чортківського району Тернопільської області. Навчався у Полівецькій восьмирічній та Джуринській середній школах Чортківського району. У 1972 році з відзнакою закінчив німецьке відділення факультету іноземних мов Чернівецького державного університету. За фахом — викладач німецької мови. З 1976 року працює у Тернопільському національному педагогічному університеті ім. В. Гнатюка. У 1987—1995 роках працював на посаді завідувача кафедри іноземних мов, а після відкриття у 1993 році факультету іноземних мов, був обраний у 1995 році на посаду завідувача кафедри німецької мови. З 2004 по 2015 роки був деканом факультету іноземних мов. З 2015 року продовжує працювати доцентом кафедри німецької філології та методики навчання німецької мови. Стажувався в університетах м. Ерфурта, м. Берліна, м. Бонна, м. Мюнхена.

## Наукова діяльність
До сфери наукових інтересів автора належать семасіологія, країнознавство і міжкультурна комунікація. У 1979—1982 роках навчався в аспірантурі при кафедрі німецької мови Чернівецького державного університету (науковий керівник проф. Левицький В. В.). У лютому 1984 року в Одеському державному університеті імені Мєчнікова захистив кандидатську дисертацію «Лексико-семантична група іменників зі значенням „праця, робота“ в сучасній німецькій мові», отримавши науковий ступінь кандидата філологічних наук за спеціальністю 10.02.04 –германські мови.
Публікувався в різних наукових журналах і виступав з науковими доповідями на багатьох вітчизняних і зарубіжних наукових конференціях. Має біля 50 наукових публікацій. Автором будо підготовлено і випущено з друку 7 навчальних посібників з німецької мови і германістики. А навчальний посібник «Лексикологія німецької мови: лекції і семінари» одержав гриф МОН України і з успіхом використовується у навчальному процесі практично всіх вишів України.

## Основні публікації
- Гінка Б. І., Зінь Р. М. Типово німецьке. Стереотипи і реальність: Навч.посібник з лінгвокраїнознавства. — Тернопіль: Навчальна книга — Богдан, 2004. — 368с.
- Das Leseparadies 1. — 2-е вид., переробл. і доповн. / Упоряд. Б. І. Гінка. — Тернопіль: Навчальна книга — Богдан, 2007. — 212 с.
- Das Leseparadies 2. –2-е вид., переробл. і доповн. / Упоряд. Б. І. Гінка. — Тернопіль: Навчальна книга — Богдан, 2007. — 240 с.
- Гінка Б. І., Мелех З. Д. Німецька мова: посібник-порадник для старшокласників і вступників до вищих навчальних закладів. Вид.4-е, виправлене і доповн. — Тернопіль: Навчальна книга — Богдан, 2018. — 256 с.
- Гінка Б. І. Німці: соціокультурний портрет народу. Навч. тексти з міжкультурної комунікації. — Тернопіль: Навчальна книга — Богдан, 2015. — 400 с.
- Гінка Б. І. Лексикологія німецької мови: лекції та семінари. Навч. посібник для германістів. –Тернопіль: Навчальна книга — Богдан, 2016. — 420 с. (отримала гриф МОН України)
- Гінка Б. І. Скарбничка з германістики. Посібник для самостійної роботи над германістикою. — Тернопіль: Навчальна книга — Богдан, 2017. — 350 с.

## Нагороди
- Грамота Тернопільської обласної державної адміністрації, 2015
- Грамота Тернопільської обласної державної адміністрації, 2018
- Подяка МОН України, 2019 р. за багаторічну сумлінну працю, вагомий особистий внесок у підготовку висококваліфікованих спеціалістів та плідну науково-педагогічну діяльність